# 兵庫県立赤穂高等学校
兵庫県立赤穂高等学校（ひょうごけんりつ あこうこうとうがっこう）は、兵庫県赤穂市海浜町にある県立高等学校。第4学区に属する。愛称・略称は、「赤高（あかこう）」。

## 概要
前身の赤穂実科女学校から数えると100年を超える歴史を有し、赤穂市内にある唯一、兵庫県南西端の高等学校である。旧制中学の流れをくむ、西播磨では龍野高等学校と双璧をなす伝統校である。
瀬戸内海に面し、兵庫県立赤穂海浜公園近郊に位置する。
旧制兵庫県立赤穂中学校と旧制兵庫県立赤穂高等女学校の流れをくみ、第2次世界大戦後の学制改革により変遷を経て現在の名称となり、旧制赤穂中学校校歌の「われ等健児は励むなり、文を左に武を右に」と唄われていた「文武両道」の精神は現在へと受け継がれている。
1981年9月に現在地へ移転される前は赤穂城本丸跡に、ドイツ人建築士により設計された、屋上部に胸壁を備えた中世ヨーロッパ城郭風の旧制兵庫県立赤穂中学校校舎を用いており、多くの生徒は赤穂城大手門を通って登下校していた。文化庁により城郭が国の史跡に指定されたことで現在地に移転した。

## 沿革

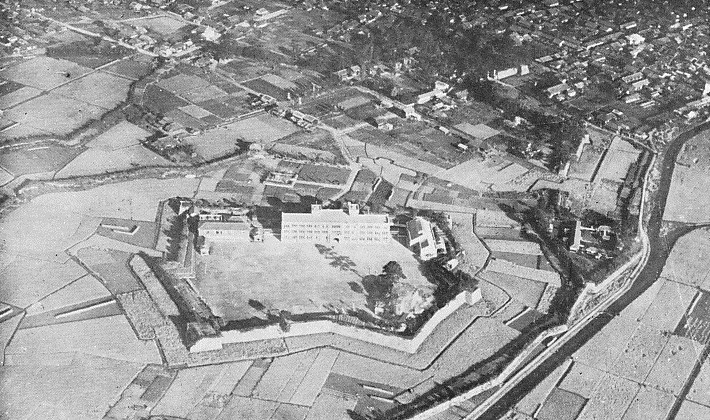
赤穂城本丸内にあった旧制兵庫県立赤穂中学校（1930年代に撮影）

### 旧制兵庫縣立赤穂中學校
- 1927年（昭和2年）4月1日 「質実剛健」を理念に、赤穂公会堂を仮校舎として建学する。
- 1927年（昭和2年）4月8日 武川寿輔が初代校長となる。
- 1928年（昭和3年）11月30日 赤穂城本丸跡に校舎を新設、移転する。
- 1948年（昭和23年）4月1日 学制改革で兵庫県立赤穂南高等学校となる。

### 旧制兵庫縣立赤穂髙等女學校
- 1912年（明治45年）4月1日 赤穂郡南部六ヶ町村組合立赤穂実科女学校として開校する。
- 1921年（大正10年）4月1日 組合立赤穂実科高等女学校となる。
- 1923年（大正12年）10月29日 校舎を新築移転する（赤穂町中広）。
- 1926年（大正15年）4月1日 組合立赤穂高等女学校となる。
- 1929年（昭和4年）6月3日 校旗を制定する。
- 1936年（昭和11年）5月27日 校舎増築落成
- 1942年（昭和17年）4月1日 兵庫県に移管、兵庫県立赤穂高等女学校と改称し、唐津新蔵が初代校長となる。
- 1948年（昭和23年）4月1日 学制改革で兵庫県立赤穂北高等学校となる。

### 兵庫県立赤穂高等学校
- 1948年（昭和23年）9月1日 県立赤穂南、県立赤穂北の両高等学校を統合し兵庫県立赤穂高等学校となる。
- 1954年（昭和29年）2月1日 校歌を制定する。
- 1966年（昭和41年）4月1日 クロバーパークハイスクールと姉妹校提携
- 1979年（昭和54年）7月1日 校樹を指定する。
- 1980年（昭和55年）9月1日 校訓を制定する。
- 1981年（昭和56年）9月1日 赤穂城本丸跡から現在地へ校舎を移転する。
- 1985年（昭和60年）4月22日 風のオブジェ「白い太陽」の設置。同年10月4日、兵庫県により重要美術品に認定される。
- 1988年（昭和63年）3月27日 弓道場落成
- 1996年（平成8年）4月20日 同窓会館「青雲会館」竣工
- 2018年（平成30年）1月31日 赤穂市と包括的連携協定を締結

## 基礎データ

### 所在地
- 兵庫県赤穂市海浜町139番地
  - 最寄駅 - JR赤穂線 播州赤穂駅
  - 最寄バス停 - 神姫バス「赤穂高校西」

### 設置学科
- 全日制課程
  - 普通科
  - 総合科学探究類型 - 入試では特色選抜を実施
- 定時制課程

### 象徴
- 校歌は、作詞：竹友藻風、作曲：信時潔。ヘ長調。校歌のほかに、創立40周年を記念して、生徒により作詞・作曲された生徒歌がある。応援歌は、作詞：大道すずよ、作曲：山口久美。ハ長調。
- 校章は、赤穂の「赤」の字をイメージして、「ペンは剣よりも強し」という2本のペンが交差する慶應義塾の紋章ペンマークを参考に、知・徳・体や、真・善・美などを象徴するペン先を3本組み合わせ、人間形成の理想的な学園を目指す学校であることを願って、新制高等学校へ移行当時（1948年）の美術担当の神吉良一教諭が考案したもの。
- 校訓は、「質実剛健」「礼譲敬愛」「自主創造」。
- 校樹は、楠木。旧校舎は赤穂城本丸跡にあり、城壁の上には創立以来の楠木が繁り、この学校のシンボルともなっていた。現在地に移転開校した本校の発展を象徴するに相応しい木として、1979年7月1日に校樹に指定された。
- 定時制のマスコットキャラクターは、「赤穂 定時（あこう さだとき）」（通称：さだちゃん）。

## 学校行事
- 文化祭（7月）
- オープンハイスクール（8月）
- 体育大会（9月）
- 球技大会（10月）
- 赤穂義士祭ささえ隊（12月） - 義士行列では、毎年、生徒会長が大石主税、副会長が矢頭右衛門七に扮して参加

## 部活動
- 運動部
  - 野球部 - 第36回（1954年）全国高等学校野球選手権兵庫大会準優勝
  - 柔道部
  - 剣道部
  - 弓道部
  - ソフトテニス部
  - 硬式テニス部
  - 陸上競技部
  - 水泳部
  - バスケットボール部
  - サッカー部
  - バレーボール部
  - 卓球部

- 文化部
  - 芸術部
  - マルチメディア部
  - 音楽部 - 1981年度NHK全国学校音楽コンクール第3位
  - 吹奏楽部
  - 茶華道部
  - ESS部
  - 調理部
  - 伝統芸能研究会 雅楽部
  - 自然科学部

## 著名な出身者
- 江見康一 - 経済学者（一橋大学・帝京大学名誉教授）
- 片山一良 - 駒澤大学仏教学部教授（前パーリ学仏教文化学会理事長）
- 住田正樹 - 教育社会学者（九州大学・放送大学名誉教授）
- 豆田正明 - 元赤穂市長
- 明石元秀 - 前赤穂市長
- 牟礼正稔 - 赤穂市長
- 木村碩志 - 元アース製薬常務取締役、薬学者（「ごきぶりホイホイ」の生みの親）
- 鍋谷淳 - 元INPEX社員。石油探鉱技術者
- 武本康弘 - アニメ演出家、アニメ監督、京都アニメーション取締役
- 釣俊輔 - 音楽プロデューサー、作曲家、編曲家、作詞家（アゲハスプリングス所属）
- 長安蘭銑 - 書家
- 友道康夫 - 競馬調教師
- 中村敏行 - 元プロ野球選手（元大洋ホエールズ内野手）
- 増田里絵 - 女子プロ野球選手
- 高野純一 - プロサッカー選手
- 松本雄史 - 柔道選手
- 河東優 - フリーアナウンサー